# Missing Link
Missing Link (bra: Link Perdido; prt: Mr. Link) é um filme americano de animação stop-motion de aventura de 2019, dirigido e escrito por Chris Butler. Foi o ganhador do Globo de Ouro de Melhor Animação em 2020.